# جورج برنارد شاو
جورج برنارد شاو (به انگلیسی: George Bernard Shaw، ۲۶ ژوئیهٔ ۱۸۵۶ – ۲ نوامبر ۱۹۵۰)، که به اصرار خود با نام برنارد شاو شناخته می‌شود، نمایشنامه‌نویس، منتقد ادبی، اهل جدل و کنشگر سیاسی اهل ایرلند بود. او ۶۰ نمایشنامه از خود به جای گذاشت که از برجسته‌ترین آن‌ها می‌توان به مردی و ابرمرد (۱۹۰۲)، پیگمالیون (۱۹۱۳) و ژاندارک (۱۹۲۳) اشاره کرد. او در آثار خود، طنز معاصر را با تمثیل‌های تاریخی ترکیب می‌کرد و به‌عنوان پیشروترین نمایشنامه‌نویس نسل خود شناخته شد. در آثارش، تلفیقی از طنز معاصر و تمثیل تاریخی را به کار می‌برد. او در سال ۱۹۲۵ برندهٔ جایزهٔ نوبل ادبیات شد. از او به‌عنوان توانمندترین نمایشنامه‌نویس بریتانیایی پس از ویلیام شکسپیر و نافذترین رساله‌نویس پس از جاناتان سوییفت یاد می‌کنند.
شاو در دوبلین متولد شد و در سال ۱۸۷۶ به لندن مهاجرت کرد، جایی که برای تثبیت خود به‌عنوان نویسنده تلاش کرد و فرایند سختی از خودآموزی را طی نمود. او از میانهٔ دههٔ ۱۸۸۰ به‌عنوان منتقد تئاتر و موسیقی شناخته شد. با آگاهی سیاسی، به جامعهٔ فابیانی پیوست و به یکی از برجسته‌ترین رساله‌نویسان آن تبدیل شد. نخستین موفقیت عمومی او در نمایشنامه‌نویسی با اسلحه و مرد در سال ۱۸۹۴ رقم خورد. تحت تأثیر هنریک ایبسن، او تلاش کرد واقع‌گرایی جدیدی را وارد نمایشنامه‌های انگلیسی کند و از آثارش به‌عنوان ابزاری برای انتشار ایده‌های سیاسی، اجتماعی و مذهبی خود بهره برد.
دیدگاه‌های شاو اغلب بحث‌برانگیز بودند. او طرفدار اصلاح الفبا و بهسازی نژادی بود، اما واکسیناسیون و مذهب سازمان‌یافته را رد می‌کرد. او با محکوم کردن هر دو طرف جنگ جهانی اول، مخالفت‌های فراوانی برانگیخت و سیاست‌های بریتانیا در قبال ایرلند را پس از جنگ انتقاد کرد. با این حال، این مواضع تأثیر پایداری بر جایگاه او به‌عنوان نمایشنامه‌نویس نداشت. در دوران بین دو جنگ جهانی، شاو مجموعه‌ای از نمایشنامه‌های جاه‌طلبانه نوشت که برخی از آن‌ها به موفقیت‌های چشمگیری دست یافتند. در سال ۱۹۳۸، او برای فیلمنامهٔ فیلم پیگمالیون برندهٔ جایزهٔ اسکار شد.
او در اواخر دههٔ ۱۹۲۰ به دلیل اعتقاد به فابیانیسم، تدریجاً از نقش اجرایی خود کناره‌گیری کرد و به تحسین دیکتاتورهای چپ و راست از جمله موسولینی و استالین پرداخت. در سال‌های پایانی عمرش بیانیه‌های عمومی کمتری منتشر ساخت، اما تا مدت کمی پیش از مرگ به خلق آثار فراوانش ادامه داد و در ۹۴ سالگی، در حالی که از دریافت تمام نشان‌های ملی - از جمله نشان مریت در سال ۱۹۴۶ - خودداری کرده بود، درگذشت.
پس از مرگ شاو، نظرات علمی و انتقادی دربارهٔ آثارش متفاوت بوده است، اما او به‌طور مرتب در میان نمایشنامه‌نویسان بریتانیایی پس از شکسپیر در جایگاه دوم قرار گرفته است. واژهٔ «شاوی» به‌عنوان نمادی از ایده‌ها و سبک بیان او وارد زبان شده است و تأثیر شاو بر نسل‌های بعدی نمایشنامه‌نویسان انگلیسی‌زبان به‌خوبی شناخته شده است.

## شهرت
جورج برنارد شاو به‌عنوان یکی از برجسته‌ترین نمایشنامه‌نویسان و منتقدان قرن بیستم شناخته می‌شود. شهرت او عمدتاً به دلیل توانایی منحصربه‌فردش در ترکیب طنز، نقد اجتماعی و مضامین فلسفی در آثار نمایشی‌اش است. نمایشنامه‌هایی مانند *مرد و ابرمرد*، *پیگمالیون* و *سنت ژان* نه‌تنها به‌خاطر داستان‌های جذابشان مورد توجه قرار گرفتند، بلکه به دلیل بررسی مسائل پیچیده‌ای همچون روابط انسانی، هویت اجتماعی و عدالت نیز درخشیدند. او با استفاده از شیوه‌ای واقع‌گرایانه، ایده‌های سیاسی، اجتماعی و مذهبی خود را در قالب هنر نمایش به تصویر کشید و تأثیر شگرفی بر تئاتر مدرن گذاشت.
دومین عامل شهرت شاو، نقدهای جسورانه و نظرات جنجالی‌اش بود. او از طریق مقالات، سخنرانی‌ها و آثارش، دیدگاه‌های خود را دربارهٔ موضوعاتی همچون اصلاح الفبا، برتری نژادی (یوژنیک)، واکسیناسیون و سیاست‌های بین‌المللی بیان می‌کرد. شاو در عین حال که طرفدار صلح و عدالت اجتماعی بود، نظرات بحث‌برانگیزی نیز ارائه می‌داد که گاه باعث انتقادهای شدید از سوی جامعه می‌شد. با وجود این، مواضع جسورانه او نشان‌دهنده استقلال فکری و اعتقاد به آزادی بیان بود که بر جذابیت شخصیت او افزود.
شاو همچنین به دلیل موفقیت‌هایش در سینما و ادبیات جوایز معتبری کسب کرد. دریافت جایزه نوبل ادبیات در سال ۱۹۲۵ برای تأثیر او بر تئاتر و فرهنگ غرب (برای نمایشنامهٔ ژان مقدس)، و همچنین جایزه اسکار بهترین فیلمنامه اقتباسی برای فیلم‌نامه پیگمالیون در سال ۱۹۳۸، جایگاه او را در تاریخ هنر و ادبیات تثبیت کرد. واژه «شاوی» (Shavian) به‌عنوان اصطلاحی برای توصیف سبک و ایده‌های او وارد زبان شد و نشان‌دهنده نفوذ پایدار آثار و افکارش بر نسل‌های بعدی نویسندگان و هنرمندان است.

## زندگی

### تولد
جورج برنارد شاو در ۲۶ ژوئیه ۱۸۵۶ در منطقه‌ای پایین‌دست در دوبلین به دنیا آمد. او کوچک‌ترین فرزند و تنها پسر جرج کر شاو و لوسینا الیزابت (بسی) شاو بود. خانواده شاو که اصالتاً انگلیسی و از اعضای پروتستان‌های غالب ایرلند بودند، در فقر نسبی زندگی می‌کردند. پدر او فردی بی‌اثر و معتاد به الکل بود که به‌عنوان تاجر غلات به‌صورت نامنظم کار می‌کرد. مادر شاو، که ازدواجش با جرج را تلاشی برای فرار از زندگی سخت می‌دانست، از شوهر خود دلزده شد و زندگی مشترک آن‌ها را «فقر آبرومندانه» توصیف کرد.
موسیقی نقش مهمی در دوران کودکی شاو ایفا کرد. مادرش که صدایی خوش داشت، با روش‌های آموزشی غیرمتعارف جرج جان لی، رهبر ارکستر و معلم آواز، تحت تأثیر قرار گرفته بود. خانهٔ شاوها به لطف حضور لی، که به خانواده نزدیک بود، تبدیل به مکانی برای تجمع موسیقیدانان و خوانندگان شد. این محیط هنری، شاو را از بی‌مهری مادرش دور کرد و علاقهٔ عمیق او به ادبیات و موسیقی را شکل داد. شاو همچنین در خانهٔ لی به خواندن کتاب‌های متنوع مشغول بود و از این طریق دایرهٔ دانش خود را گسترش داد.
شاو تحصیلات خود را میان سال‌های ۱۸۶۵ تا ۱۸۷۱ در چهار مدرسهٔ مختلف گذراند که از هیچ‌کدام راضی نبود. او نظام آموزشی رسمی را به‌شدت انتقاد می‌کرد و مدارس را «زندان‌هایی برای دور نگه داشتن کودکان از والدینشان» می‌دانست. در سال ۱۸۷۱، شاو مدرسه را ترک کرد و به‌عنوان منشی در یک شرکت مشاور املاک مشغول به کار شد. او با پشتکار خود در این شغل به سمت مدیر حسابداری رسید. در سال ۱۸۷۳، پس از ترک دوبلین توسط مادرش و جرج جان لی، شاو که با پدرش تنها مانده بود، برای پر کردن خلأ موسیقی، نواختن پیانو را به‌صورت خودآموز فرا گرفت.

### لندن
جورج برنارد شاو در سال ۱۸۷۶، پس از اطلاع از بیماری مشرف به مرگ آگنس به دلیل سل، از شغل خود استعفا داد و به انگلستان رفت تا در مراسم خاکسپاری او به مادر و خواهرش بپیوندد. او دیگر هرگز به ایرلند بازنگشت و تا ۲۹ سال بعد نیز از آنجا دیدن نکرد. در لندن، مادر شاو به او اجازه داد بدون پرداخت اجاره در خانه‌اش زندگی کند، اما شاو برای تأمین درآمد به دنبال کار بود. در ابتدا، شاو تصمیم گرفت که وارد شغل‌های دفتری نشود. او به عنوان نویسندهٔ پشت‌صحنه برای یک ستون موسیقی و به‌عنوان پیانیست تمرینی و گاهی خواننده فعالیت می‌کرد.
در همین دوره، شاو به‌طور منظم به اتاق مطالعهٔ موزهٔ بریتانیا رفت و وقت خود را صرف خواندن و نوشتن کرد. نخستین تلاش او در نمایشنامه‌نویسی یک قطعهٔ طنزآمیز با مضمون مذهبی بود که ناتمام باقی ماند. همچنین، اولین رمان او به نام ناپختگی (۱۸۷۹) به دلیل محتوای تاریکش برای ناشران جذاب نبود و تا دههٔ ۱۹۳۰ منتشر نشد. شاو مدتی کوتاه برای شرکت تازه‌تأسیس تلفن ادیسون کار کرد، اما پس از ادغام این شرکت با شرکت تلفن بل، تصمیم گرفت مسیر نویسندگی را به‌عنوان حرفه‌ای تمام‌وقت دنبال کند.
در دههٔ ۱۸۸۰، شاو با مشکلات مالی روبرو بود و از کمک‌های مالی مادرش بهره‌مند می‌شد. او در سال ۱۸۸۱ به‌دلایل اقتصادی و اخلاقی گیاه‌خوار شد. شاو در این دوره دو رمان دیگر نوشت: گره غیرمنطقی (۱۸۸۰) و عشق در میان هنرمندان (۱۸۸۱)، اما هیچ‌یک مورد قبول ناشران قرار نگرفت و بعدها به‌صورت دنباله‌دار در مجلهٔ سوسیالیستی گوشهٔ ما چاپ شدند. همچنین، شاو با پیوستن به جامعهٔ زتتیکال با سیدنی وب آشنا شد و این دو با وجود تفاوت‌های شخصیتی، دوستی مادام‌العمر خود را آغاز کردند. این ارتباط، شاو را به سوی ایده‌های جدید و همکاری‌های آینده هدایت کرد.

### سیاست
در تاریخ ۵ سپتامبر ۱۸۸۲، جورج برنارد شاو در نشستی به سخنرانی اقتصاددان هنری جرج شرکت کرد که باعث شد علاقه‌اش به اقتصاد بیدار شود. او سپس کتاب پیشرفت و فقر از جرج را مطالعه کرد و به جلسات فدراسیون اجتماعی دموکراتیک (SDF) پیوست، جایی که با آثار کارل مارکس آشنا شد و زمان زیادی را در سال ۱۸۸۳ به خواندن سرمایه اختصاص داد. شاو از بنیان‌گذار SDF، هنری هیندمن، که به نظر او خودرأی و فاقد خصوصیات رهبری بود، تحت تأثیر قرار نگرفت و معتقد بود که این سازمان نمی‌تواند طبقات کارگر را به یک جنبش رادیکال مؤثر تبدیل کند. او ترجیح داد با افرادی که از نظر فکری هم‌تراز او بودند، همکاری کند.
شاو پس از مطالعه رساله‌ای با عنوان چرا بسیاری فقیرند؟ که توسط جامعهٔ تازه تأسیس فابیان منتشر شده بود، در ماه مه ۱۸۸۴ در جلسهٔ بعدی این انجمن شرکت کرد و در سپتامبر همان سال به عضویت آن درآمد. او تا پایان سال، اولین مانیفست انجمن را تحت عنوان رسالهٔ شماره ۲ فابیان منتشر کرد. شاو در ژانویه ۱۸۸۵ به کمیتهٔ اجرایی انجمن پیوست و در همان سال سیدنی وب و آنی بسنت، سخنران برجسته، را به عضویت انجمن درآورد. شاو در این مانیفست به شکاف طبقاتی ناشی از نظام مالکیت خصوصی اشاره کرد و خواهان اصلاحات تدریجی در ساختار اقتصادی جامعه شد.
در طول دههٔ ۱۸۸۰، جامعهٔ فابیان کوچک و پیام آن اغلب در میان صداهای تندتر گم می‌شد. با این حال، در سال ۱۸۸۹ با انتشار مقالات فابیان در سوسیالیسم که توسط شاو ویرایش و شامل دو مقاله از او بود، جایگاه انجمن تقویت شد. شاو در مقالهٔ دوم خود، [[گذار*، بر اهمیت تغییرات تدریجی و استفاده از نهادهای دموکراتیک برای تحقق سوسیالیسم تأکید کرد. او در رساله‌ای دیگر تحت عنوان سوسیالیسم چیست؟ در سال ۱۸۹۰ به‌طور صریح اعلام کرد که سوسیالیسم می‌تواند از راه‌های قانونی و مطابق با قانون اساسی محقق شود، نه از طریق هرج‌ومرج یا روش‌های انقلابی.

### رمان‌نویسی
در میانهٔ دههٔ ۱۸۸۰، زندگی جورج برنارد شاو، هم به‌صورت شخصی و هم حرفه‌ای، دچار تحول شد. او در سن بیست و نه سالگی، با کنار گذاشتن خجالت خود، رابطه‌ای عاشقانه با جین پترسون، زنی بیوه که چندین سال از او مسن‌تر بود، آغاز کرد. این رابطه که هشت سال به طول انجامید، یکی از معدود روابط غیر افلاطونی شاو بود و همواره مورد بحث و بررسی بیوگرافی‌نویسان قرار گرفته است. در همین دوره، شاو دو رمان منتشر کرد، هرچند که هیچ‌کدام به موفقیت تجاری دست نیافتند: حرفهٔ کشل بایرون (۱۸۸۶) و سوسیالیست غیراجتماعی (۱۸۸۷).
شاو در سال‌های ۱۸۸۴ و ۱۸۸۵، با حمایت ویلیام آرچر، به نقد کتاب و موسیقی برای روزنامه‌های لندن پرداخت. آرچر، که منتقد هنر نشریهٔ جهان بود، پس از کناره‌گیری خود در سال ۱۸۸۶، شاو را به‌عنوان جانشین خود معرفی کرد. شاو در نقدهای خود تحت تأثیر ایده‌های ویلیام موریس و جان راسکین قرار داشت، دو چهرهٔ برجستهٔ هنر معاصر که بر اخلاق‌گرایی در هنر تأکید می‌کردند. شاو با رد ایدهٔ هنر برای هنر، بر این باور بود که هنر بزرگ باید آموزنده باشد. این دیدگاه اخلاقی در نقدهای هنری و موسیقی او به‌خوبی نمایان است.
در دههٔ ۱۸۸۰ و ۱۸۹۰، شاو به‌عنوان منتقد موسیقی شهرت زیادی پیدا کرد. او با نام مستعار Corno di Bassetto برای روزنامهٔ استار و سپس با امضای G.B.S. در جهان نقدهای خود را منتشر می‌کرد. نقدهای موسیقی شاو، به دلیل تسلط بی‌نظیر بر زبان انگلیسی و جذابیت نگارشی، همچنان به‌عنوان آثار برجسته شناخته می‌شوند. در سال ۱۸۹۴، شاو نقدهای موسیقی منظم را متوقف کرد اما مقالاتی پراکنده در این زمینه تا پایان عمر خود نوشت. از سال ۱۸۹۵ تا ۱۸۹۸ نیز او به‌عنوان منتقد تئاتر در Saturday Review فعالیت داشت و با نقدهای تند خود علیه ساختارهای مصنوعی و دورویی‌های تئاتر ویکتوریایی، بر نمایشنامه‌هایی با ایده‌های واقعی و شخصیت‌های حقیقی تأکید می‌کرد. این دوره سرآغازی جدی برای حرفهٔ نمایشنامه‌نویسی او بود.

### جنگ جهانی
در آغاز جنگ جهانی اول در اوت ۱۹۱۴، جورج برنارد شاو رساله‌ای با عنوان عقل سلیم دربارهٔ جنگ منتشر کرد که در آن استدلال کرد کشورهای درگیر جنگ به یک اندازه مقصر هستند. این دیدگاه در فضای آکنده از میهن‌پرستی شدید، غیرقابل‌قبول بود و بسیاری از دوستان شاو را ناراحت کرد. گزارش‌ها حاکی از آن است که حضور او در هر مراسم عمومی باعث خروج فوری برخی از حاضران می‌شد.
با وجود بدنامی‌اش، توانایی‌های تبلیغاتی شاو مورد توجه مقامات بریتانیایی قرار گرفت و اوایل سال ۱۹۱۷، فیلد مارشال هیگ او را برای بازدید از جبهه غربی دعوت کرد. گزارش ۱۰ هزار کلمه‌ای شاو که بر جنبه‌های انسانی زندگی سربازان تأکید داشت، مورد استقبال قرار گرفت و او دیگر به‌عنوان یک صدای تنها تلقی نمی‌شد. در آوریل ۱۹۱۷، او به اجماع ملی پیوست و ورود آمریکا به جنگ را به‌عنوان یک «سرمایه اخلاقی درجه‌یک برای مبارزه مشترک علیه استبداد» خوش‌آمد گفت.
در طول جنگ، سه نمایشنامه کوتاه از شاو به نمایش درآمد. *اینکای پروسلوم* که در سال ۱۹۱۵ نوشته شده بود، به دلیل تمسخر دشمن و فرماندهی نظامی بریتانیا با مشکلات سانسوری مواجه شد اما در سال ۱۹۱۶ در تئاتر بیرمنگام به اجرا درآمد. اُفلاهرتی نشان افتخار که به انتقاد از سیاست‌های دولت بریتانیا در قبال سربازان ایرلندی می‌پرداخت، در بریتانیا ممنوع شد و در سال ۱۹۱۷ در پایگاه نیروی هوایی سلطنتی در بلژیک اجرا گردید. آگوستوس کار خود را انجام می‌دهد، یک کمدی دوستانه، مجوز اجرا دریافت کرد و در ژانویه ۱۹۱۷ در تئاتر رویال کورت به صحنه رفت.
جورج برنارد شاو در سال‌های پایانی عمر خود، شاهد تجدید محبوبیت آثارش بود. در طول جنگ جهانی دوم، نمایشنامه‌های او در وست‌اند لندن احیا شدند و بازیگرانی برجسته چون ادیث ایوانز، جان گیلگاد، و دبوراه کر در آن‌ها ایفای نقش کردند. در سال ۱۹۴۴، نه نمایشنامه از آثار او در لندن به روی صحنه رفت و دو گروه نمایشی، این آثار را در سراسر بریتانیا اجرا کردند. با این حال، شاو تمایلی به نوشتن نمایشنامه‌های جدید نشان نداد و عمدتاً به نگارش مقالات روزنامه‌نگاری مشغول بود. فیلم «باربارای بزرگ» که بر اساس نمایشنامه‌ای از او ساخته شد، به دلیل کیفیت هنری پایین‌تر نسبت به فیلم موفق «پیگمالیون» و کارگردانی ناموفق گابریل پاسکال، نتوانست موفقیتی مشابه کسب کند.
پس از شروع جنگ جهانی دوم، شاو به دلیل انتشار مقالاتی که برخی آن‌ها را شکست‌طلبانه می‌دانستند، با انتقادات شدیدی مواجه شد. با این حال، هنگامی که به این نتیجه رسید که صلح از طریق مذاکره غیرممکن است، از ایالات متحده خواست تا به جنگ بپیوندد. در این دوران، شاو به همراه همسرش، شارلوت، بیشتر وقت خود را در خانه‌شان در آیوت سنت لارنس گذراند. پس از پایان بمباران لندن، آن‌ها به لندن بازگشتند تا شارلوت بتواند تحت مراقبت پزشکی قرار گیرد. شارلوت در سال ۱۹۴۳ درگذشت و این فقدان تأثیر عمیقی بر شاو گذاشت.
شاو تا پایان عمر به نوشتن ادامه داد و آثار متعددی در دهه‌های پایانی زندگی‌اش منتشر کرد. او در نود سالگی جوایزی مانند شهروند افتخاری دوبلین را پذیرفت، اما نشان‌های دولتی، از جمله نشان شایستگی بریتانیا را رد کرد. او در سال ۱۹۵۰، در حالی که همچنان به نگهداری از باغ خود علاقه داشت، بر اثر نارسایی کلیوی ناشی از سقوط هنگام هرس درختان درگذشت. خاکستر او و همسرش در باغ خانه‌شان پراکنده شد و به نوعی یادبودی از زندگی پرثمر و تأثیرگذار او باقی ماند.

## آثار
| نام                            | نام اصلی                              | سال     | مترجم فارسی                                                                   | یادداشت         |
| ------------------------------ | ------------------------------------- | ------- | ----------------------------------------------------------------------------- | --------------- |
| ژان مقدس                       | Saint Joan                            | ۱۹۲۵    | محمود حیدریان پرویز مزیّنی                                                     | جایزه ادبی نوبل |
| کسب و کار میسیز وارن           | Mrs Warren's Profession               | ۱۸۹۳    | بزرگ علوی                                                                     |                 |
| مرد و اسلحه / سرباز شکلاتی     | Arms and the Man                      | ۱۸۹۴    | سیمین دانشور علاءالدین پازارگادی                                              |                 |
| کاندیدا                        | Candida                               | ۱۸۹۷    | شجاع‌الدین شفا محمدرضا بیدکی محمود محرر خمامی                                  |                 |
| سزار و کلئوپاترا               | Caesar and Cleopatra                  | ۱۹۰۱    |                                                                               |                 |
| بشر و فوق بشر                  | Man and Superman                      | ۱۹۰۲–۰۳ | ابراهیم گلستان یک پرده از این نمایشنامه را با نام دون ژوان در جهنّم ترجمه کرده |                 |
| ماژور باربارا                  | Major Barbara                         | ۱۹۰۵    |                                                                               |                 |
| پیگمالیون                      | Pygmalion                             | ۱۹۱۳    | آرزو شجاعی                                                                    |                 |
| خواستگاری به سبک روستایی       | A Village Wooing                      | ۱۹۳۳    | ناهید قادری مهرداد یوسف‌پوری و نیلوفر همت‌یار                                   |                 |
| مرد تقدیر / مرد سرنوشت         | The Man of Destiny                    | ۱۸۹۷    | جواد شیخ‌الاسلامی علاءالدین پازارگادی                                          |                 |
| کاسه کوزه (گاری سیب)           | The Apple Cart                        | ۱۹۲۸    | ناهید قادری                                                                   |                 |
| نمایش‌های خوشایند (۲جلد)        | Plays Pleasant                        | ۱۹۰۵    | محمود محرر خمامی                                                              |                 |
| بریده‌های جراید                 | The Press cuttings                    | ۱۹۰۹    | ناهید قادری                                                                   |                 |
| هالوی جزایر پیش‌بینی نشده       | The Simpleton of the Unexpected Isles | ۱۹۳۴    | عادل علی‌پور                                                                   |                 |
| هفت نمایشنامهٔ تک پرده ای       |                                       |         | رضا شیرمرز                                                                    |                 |
| چگونه آن مرد به شوهرش دروغ گفت | How he lied to her husband            | ۱۹۰۴    | بیتا دارابی - هانیه مهرمطلق                                                   |                 |